# 1929 en basket-ball
Chronologie du basket-ball
1928 en basket-ball - 1929 en basket-ball - 1930 en basket-ball
Les faits marquants de l'année 1929 en basket-ball :

## Juin

### Récapitulatifs des principaux vainqueurs de compétitions 1929-1930

#### Masculins
| Europe - Belgique : Daring B.C. - France : FA Mulhouse. - Grèce : Panellínios Athènes. - Italie : non disputé. - Pologne : Cracovia Kraków. - URSS : non disputé. | Amériques | Afrique, Asie, Océanie |

#### Féminines
| Europe - France : Linnet's Saint-Maur. | Amériques | Afrique, Asie, Océanie |

## Naissance
- George Dempsey
- Larry Hennessy
- Lew Hitch
- Neil Johnston
- Clyde Lovellette
- Don Sunderlage

## Liens